# Homosexualität in Kap Verde

Geografische Lage von Kap Verde

Homosexualität ist in Kap Verde in Teilen der Gesellschaft tabuisiert, homosexuelle Handlungen sind legal.

## Legalität
Homosexuelle Handlungen sind im neu verabschiedeten Strafgesetzbuch seit 2004 legal. Es existiert ein Antidiskriminierungsgesetz zum Schutz der sexuellen Orientierung im Arbeitsbereich seit 2008 in Kap Verde. Eine staatliche Anerkennung von gleichgeschlechtlichen Paaren besteht weder in der Form der Gleichgeschlechtlichen Ehe noch in einer eingetragenen Partnerschaft in Kap Verde.